# Бахманн, Аксель
Аксель Бахманн Скьяво (исп. Axel Bachmann Schiavo; род. 4 ноября 1989, Сьюдад-дель-Эсте) — парагвайский шахматист, гроссмейстер (2007).
В составе сборной Парагвая участник 5-и Олимпиад (2004—2008, 2012—2014).

## Изменения рейтинга
| Графики недоступны из-за технических проблем. См. информацию на Фабрикаторе и на mediawiki.org. |